# Leila Yates
Leila Yates (1899-1996) là một y tá và nữ hộ sinh tiên phong đến từ Quần đảo Cayman. Bà đã được bàng nhận trên một con tem trong sê-ri "Tiên phong trong lịch sử của chúng tôi" năm 2011 và năm 2015 đã được vinh danh với giải thưởng Anh hùng dân tộc. Nhà của bà đã là trọng tâm của một dự án phục hồi cho Ủy ban West Bay của Ủy ban Quốc gia.

## Đầu đời
Irksie Leila Yates sinh ngày 19 tháng 8 năm 1899 tại quận West Bay trên Grand Cayman thuộc Quần đảo Cayman  với Jacintha (nhũ danh Morrison) và Arthur Yates. Yates là con út trong số sáu đứa trẻ và mặc dù bà rất thích chơi trên bãi biển khi còn nhỏ, nhưng bị hen. Hers là ngôi nhà đầu tiên trên đảo có lắp đặt các tấm kính. Được chị gái khuyến khích, Yates muốn học ngành điều dưỡng, nhưng mẹ bà đã phản đối. Quyết tâm trở thành y tá, bà đi bộ hàng ngày từ West Bay đến George Town để được đào tạo. Các nghiên cứu ban đầu của bà bắt đầu vào năm 1917 với Tiến sĩ George Overton,  bác sĩ duy nhất trên đảo.

## Sự nghiệp
Đến năm 1919, Yates đã hoàn thành khóa đào tạo của mình và bắt đầu làm y tá chăm sóc tại nhà, đi đến nhà của bệnh nhân để hỗ trợ nhu cầu của họ. Năm 1921, bà bắt đầu học ngành hộ sinh  và hoàn thành khóa đào tạo vào năm 1923, khi bà sinh đứa con đầu lòng. Trong trận dịch sốt rét năm 1931, Yates từng là y tá chính phủ. Vì không có bệnh viện chính phủ, nên hầu như tất cả các dịch vụ chăm sóc của bà trước năm 1952 khi Bệnh viện Cayman được xây dựng, đều được cung cấp tại nhà của bệnh nhân. 
Năm 1959, Yates đã mở một phòng khám điều dưỡng tư nhân tại nhà riêng ở West Bay  và tiếp tục gặp bệnh nhân tại nhà riêng hoặc nhà riêng của họ. Trong những năm cuối đời, bà làm phóng viên viết một chuyên mục "Tuần này ở West Bay" cho tờ báo, Caymanian Weekly. Yates đã nghỉ hưu năm 1971, đã sinh được hơn 1.000 em bé.

## Cái chết và di sản
Yates qua đời vào ngày 12 tháng 1 năm 1996. Năm 2006, bà về nhà đã được mua bởi National Trust của quần đảo Cayman để tôn vinh những thành tựu của mình trong điều dưỡng và bảo vệ tòa nhà quan trọng về mặt văn hóa, như National Trust chỉ gốc của keo và Vữa cư ngụ.  Năm 2011, Yates được bàng nhận với một con tem miêu tả chân dung của bà như một phần của loạt bài "Những người tiên phong trong lịch sử của chúng tôi". Năm 2015, bà được vinh danh tại lễ trao giải Anh hùng quốc gia, bàng nhận những người Cayman đã giúp phát triển các dịch vụ y tế cho Quần đảo. Năm 2016, các chuyên mục của bà từ Tuần báo Cayman năm 1966 đang được điều hành lại trong Cayman Compass dưới dạng một chuỗi hàng tuần có tên là "50 năm trước".  

### Trích dẫn
1. 1 2 3  Spence 2015.
2. 1 2 3 4 5 6  The Cayman Compass 2015.
3. ↑  Daniel 2010.
4. 1 2 3 4  Winker 2011.
5. 1 2  iEyenews 2011.
6. ↑  National Trust 2015.
7. ↑  The Cayman Compass 2010.
8. ↑  iEyenews 2014.
9. ↑  The Cayman Compass & May 2016.
10. ↑  The Cayman Compass & August 2016.
11. ↑  The Cayman Compass & November 2016.